# Umm al-Kanatir

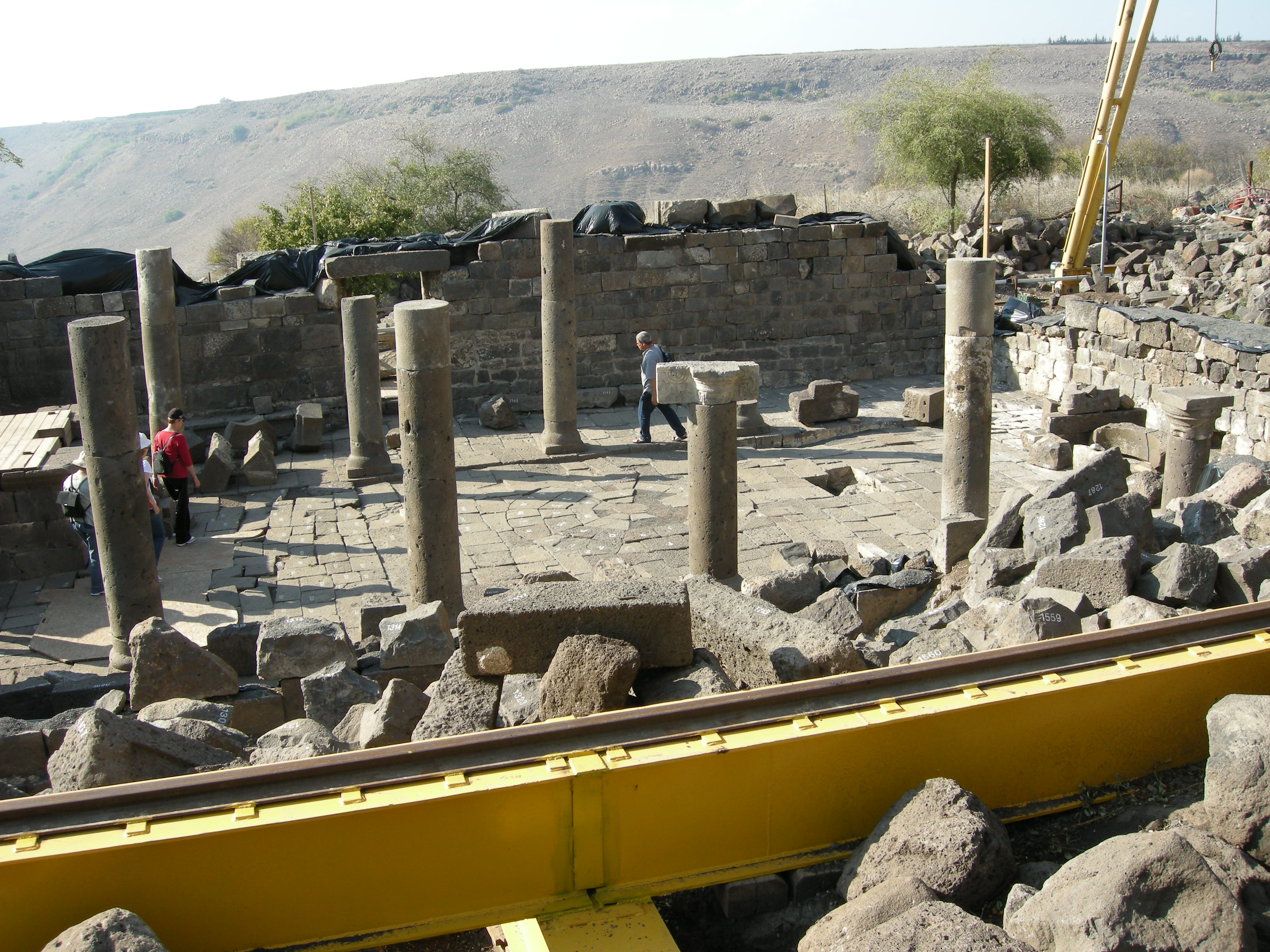
Excavaţii arheologice la Umm al-Kanatir

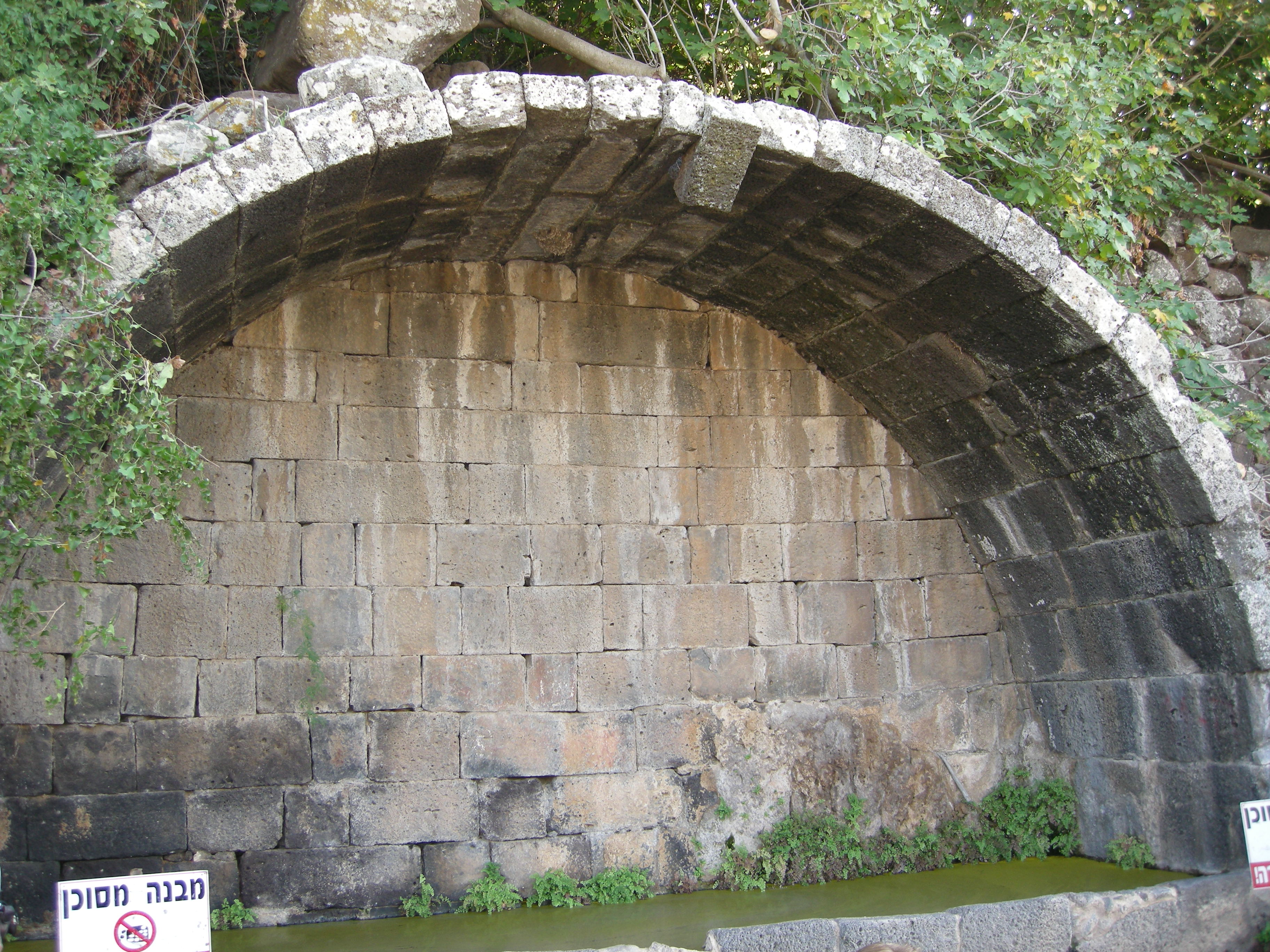
Arc de bazalt deasupra izvorului la Umm al-Kanatir

Umm al-Kanatir (în arabă:ام القناطر ,transcris și Umm al-Qanāṭir , în transcriere ebraică
אום אל-קנאטר) este un loc arheologic în sudul Podișului Golan, pe malul de est al Wadi ash-Shabib, afluent al rîului Samak, la 2 kilometri sud-vest de kibuțul Natur. În epoca bizantină, în timpurile talmudice și până în perioada dominației califilor arabi a ființat aici un sat evreiesc. Ruinele acestuia au fost descoperite în anul 1885 de către Laurence Oliphant. într-o vreme când așezarea nu era locuită decât sporadic.

## Numele
Umma al-Kanatir înseamnă în limba arabă  „Mama arcurilor”. Denumirea vine de la trei arcuri monumentale de  bazalt construite deasupra a trei bazine în care se aduna apa izvorului Eyn as-Sufeira din apropiere. Din cele trei arcuri s-a păstrat unul singur, cel de la răsărit.
Până în iunie 1967 a existat aici un sat sirian, întemeiat la începutul secolului al XX-lea și abandonat în urma cuceririi lui de către israelieni în Războiul de Șase Zile. Câteva din casele sătenilor au inclus în ziduri elemente decorative și arhitectonice din sinagoga antică.

## Istoria
Posibil ca în acest loc să fi existat în vechime  o localitate romană, ai cărei locuitori politeiști să fi venerat izvorul din apropiere. Primii evrei s-ar fi stabilit aici în secolul I. î.H.  
După unele opinii (S.Klein) Kanatir putea fi deformarea numelui Kamtra, al unei așezări menționate în Talmud, în legătură cu un învățat Amora, Shimon  Kamtria, din secolul al III-lea e.n. menționat în Talmudul Palestinian (Ierusalimitean), în Brahot 9:2, 13d. sau Tosefta,Shviyit d,10.  Elazar Lipa Sukenik propunea o altă ipoteză, după unul din învățații din Tiberias, Menahem de Luzano din secolul al XVI-lea, care scrie în cartea sa „Hamaarikh”: Kanator - numele unui loc dincolo de Marea Tiberiadei până în ziua de astăzi.După Yehossaf Schwartz, „Kanator este numele unui loc dincolo de Marea Tiberiadei.”  
În anul 1885 a trecut pe aici Laurence Oliphant împreună cu un conducător al templierilor luterani germani din Palestina, Gottlieb Schumacher, pentru a examina, între altele, posibilitatea construirii unei căi ferate. Oliphant a descris vizita la fața locului în cartea sa „Haifa -  reportaje din Palestina”.  El a găsit în centrul satului arab ruine, între care șase coloane a căror înălțime atingea 12 picioare. După spusele sale, și-a dat seama deîndată că era vorba de o sinagogă antică, una dintre cele mai impunătoare și mai însemnate ce s-au găsit în Palestina din perioada mișnaică și talmudică
Între ruinele pereților și blocuri mari de piatră, Oliphant a descoperit un basorelief reprezentând o acvilă, un fragment al unei cornișe, o lespede mare triunghiulară, care, după cum credea el,era plasată pe pragul de sus al porții principale, precum și fragmente de capiteluri corintice.
Acvila, motiv cunoscut în arta iudaică antică, este vizibilă pe o coloana dublă și pe frontonul sinagogii.  
În mai 1905 locul a fost excavat de K.Kohl și C.Watzinger, care au și desenat un plan al sinagogii antice. Sinagoga   ca fost cercetată apoi în 1932 de către Elazar Lipa Sukenik și mai târziu, după cucerirea locului de către Israel, în 1968, și după aceea de către Ieshu Drey, D. Urman și ulterior, Zeev Maoz. În august 2003 a început proiectul lui Drey de reabilitare a clădirii. În a zecea zi de săpături a fost găsit un fragment de relief reprezentând o Menora, o dovadă pozitivă a caracterului sinagogal al construcției. Au urmat noi excavări în 2005 și ]n 2007 - anastiloza, adică reconstituirea a poziției exacte inițiale a elementelor desprinse din clădire.
După opinia lui Tzvi Ilan așezarea era unul din cele nouă orășele evreiești din aria Susita, care nu au fost identificate nominal, poate „Ein Hashaar” (Izvorul porții), din cauza arcurilor izvorului care dădeau impresia unei porți.
150 metri la sud de sinagogă , în afara bazinelor naturale formate din izvorul Eyn as Sufeira, sub cele trei arcuri, au mai fost descoperite, în săpăturile arheologice  două bazine suplimentare artificiale, care au servit, după cât se pare, unei „instalații industriale”, probabil de înălbire a inului. Se crede că producția  industrială  locală pe care se bazau în mare masură veniturile locuitorilor, este cea care a permis locuitorilor să ridice o sinagogă de proporții relativ mari.
Posibil ca locuitorii să fi furnizat îmbrăcăminte vecinilor înstăriți din orașele Susita (în vremea romană Hippos) și Beit Saida (în vremea romană Julia). Sătenii s-ar mai fi ocupat cu agricultura, cu creșterea oilor și cultivarea măslinilor.

## Sinagoga și reconstituirea ei

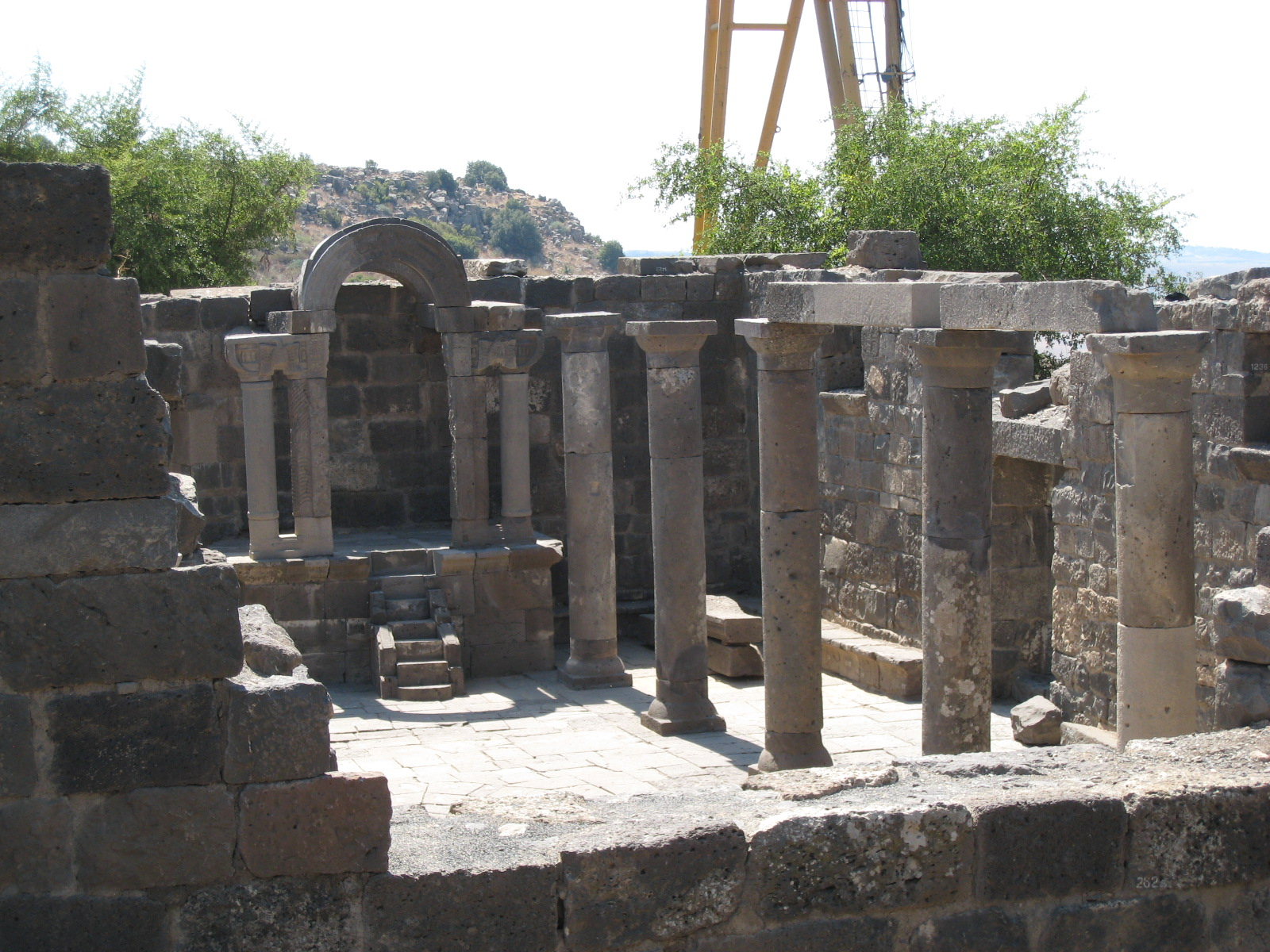
Reconstituirea primului nivel al sinagogii

În veacul al VI-lea locuitorii evrei au reamenajat o mare sinagogă, pe locul uneia mai vechi.
Clădirea avea 18 metri lungime  și 13 metri lățime si circa 12 metri înălțime, fiind una din cele mai mari din cele 25 sinagogi descoperite în zonă.
Ea a fost distrusă în cutremurul de pământ din anul 749. Din cauza cutremurului interiorul clădirii dărămate a fost acoperit cu grămezi de pietre grele de bazalt, care au rămas pe loc (in situ).Sinagoga avea structura de bazilică, având un naos și doua părți laterale. Intrarea se afla în sud-est. În sud se  era  platforma altarului înalt de 5,50 metri, sau bima ,unde erau aduse, cum era obiceiul în acea vreme, cinci suluri pentru fiecare carte a Torei (Pentateuh). Elemente ale scărilor se păstraseră intacte. Pe una din coloanele de pe platformă se deslușesc elemente decorative - o menora - candelabrul evreiesc cu șapte ramuri,sub ea lopățica pentru tămâie, o frunză și un fruct de chitră „lulav”, caracteristic pentru cultul iudaic, de asemenea pe o altă față a coloanei - motive viticole. Pe un relief s-a descoperit imaginea unei Menora așezată pe un tripod, și având de o parte și alta a bazei ei niște coarne de suflat de tip shofar. 
Pavimentul sinagogii avea în centru un octagon. Sus pe peretele de vest se afla o fereastra circulară.
În decembrie 2010 guvernul israelian,a aprobat inițiativa reconstituirii sinagogii din Umm al-Kanatir, care  începuse din 2003, amenajarea unei șosele de acces și a împrejurimilor, alocând o suma de 14,200,000 shekeli noi. Peretele sinagogii era bine prezervat, iar restul clădirii a început să fie reconstituit după planurile arhitectului  Yehoshua (Yeshu) Drei de la „Centrul de reconstituire a tehnologiilor antice” din Israel și ale arheologului Haim Ben David de la Universitatea Bar Ilan din Ramat Gan. Locul a primit denumirea de  „Kishtot Rehavam” - „Arcurile lui Rehavam”, după numele generalului și politicianului Rehavam Zeevi, care promovase ca director de muzeu și ca ministru al turismului studiul istoriei și naturii peisajelor legate de trecutul evreilor în Palestina istorică, inclusiv lucrările de la Umm al Kanatir. În iunie 2012 a început munca pentru asigurarea suprastructurii necesare organizării unui centru de oaspeți, sub jurisdicția Consiliului regional Golan. La lucrări a fost utilizată și o macara pentru reașezarea pietrelor și pentru fotografierea locului de la înălțime. Fotografii obținute cu raze laser au fost apoi introduse într-un program de calculator creat pentru reconstituirea de clădiri antice. Cu ajutorul calculatorului au fost identificate pozițiile  din clădire unde au stat pietrele înainte de prăbușirea sinagogii. Locul a fost vizitat de președintele Israelului, Shimon Peres. În iulie 2012 era deja reconstituit primul nivel din cele două ale sinagogii antice.

## Satul
Satul Umm al-Kanatir se afla pe trepte de stânci,pe malul de răsărit al Wadi ash-Shabib, la 2 kilometri sud-vest de kibuțul Natur. Casele satului sirian erau clădite peste ruinele localității antice.
Ruinele așezării antice se întind pe o suprafață de 3 hectare (30 dunam).

## Legături externe
- Steven Gabriel Rosenberg „The Synagogue of Umm al-Kanatir”,Jerusalem Post, 19.2.2009
- excursie la singogile antice din podișul Golan -situl lui Gavriel (Gabik) Kliot de la Politehnica din Haifa (ebraică)
- Neta Wechsler,Oded Katz, Yehoshua Drey,ILana Gonen, Shmuiel Marco - Estimating location and size of historical earthquake by combining archeology and history  Nat Hazards 2008, Springer Verlag,
- fotografii de la Umm al Kanatir pe situl prof.Carl Rasmussen de la Universitatea St. Paul
- fotografii de la Umm al Kanatir - prof Carl Rasmussen
- despre Umm al Kanatir, pe situl lui Yeshu Drey Arhivat în 21 iunie 2012, la Wayback Machine.